# Lynow
Das Dorf Lynow ist einer von 23 Ortsteilen der Gemeinde Nuthe-Urstromtal im Landkreis Teltow-Fläming in Brandenburg.

## Geografische Lage
Lynow grenzt im Westen an Stülpe und im Norden an Schönefeld, beides weitere Ortsteile von Nuthe-Urstromtal. Im Osten schließen sich die Ortsteile Schöbendorf und Merzdorf der Gemeinde Baruth/Mark an. Der überwiegende Teil des Ortes ist bewaldet.

## Geschichte und Etymologie
Lynow wurde im Jahr 1444 als an lynaw erstmals urkundlich erwähnt. Der Name leitet sich vom slawischen lin ab, was so viel wie Flachs bedeutet. In der Geschichte des Ortes waren jedoch weniger die Weber aktiv, sondern vielmehr Landwirte und Arbeiter, die Pech herstellten. Das Dorf gehörte von 1444 bis 1872 zur Standesherrschaft Baruth „mit allem Recht“.
Aus dem Jahr 1474 ist ein Verzeichnis Der Mannschaft des Landes Sachsen Einkommen überliefert, das alle Einwohner der Standesherrschaft aufführte. Demzufolge erhielt Balthasar von Schlieben vom Richter 10 Groschen (gr) für ein Lehnpferd. Ein Einwohner bezahlte drei Scheffel Korn, 14 gr 6 Heller, ein anderer 14 gr. Ein Einwohner zahlte 3 Scheffel Korn, 10 gr 6 Heller, ein Kossät leistete 5 gr 3 Heller. Die Brüder Offe und Jorge von Schlieben erhielten vom Richter 20 gr für ein Lehnpferd. Von sieben Einwohnern erhielten sie von jedem 3 Scheffel Korn, 10 1⁄2 gr. Ein Hof war unbesetzt und wäre zu Abgaben von 3 Korn und 10 1⁄2 gr verpflichtet gewesen. Zwei Kossäten leisteten jeder 7 gr; ein weiterer Hof wäre zu 5 gr verpflichtet.
Im Jahr 1529 kam es zu einer Visitation, bei der in Lynow zwölf Hufner und zwei Gärtner (=Kossäten) festgestellt wurden. Detaillierte Angaben standen in der Türkensteuerveranlagung für alle Orte von 1542, in der die Abgaben aus der Reichstürkenhilfe aufgeführt wurden. Dort wurden erstmals spezifizierte Angaben über Haus, Hof, Garten und Hufenbesitz sowie den Viehbesatz niedergelegt. Demzufolge gab es 14 Steuerpflichtige, darunter den Dorfschulzen. Die Bewohner zahlten zweimal 30 Rheinische Gulden (fl), zweimal 18 fl, viermal 16 fl, zweimal 15 fl, einmal 12fl, einmal 9 fl sowie zweimal 6 fl.
Das Landessteuerregister für die Herrschaft Baruth aus dem Jahr 1551 wies für das dorff Lyne ebenfalls 14 Veranlagte aus. Zwölf von ihnen besaßen Güter, zwei Höfe. Sie leisteten einmal 18 1⁄2 Schock, einmal 15 Schock (der Richter), einmal 11 Schock, zweimal 10 Schock, einmal 9 1⁄2 Schock, einmal 9 Schock, zweimal 8 Schock, einmal 7 1⁄2 Schock, einmal 7 Schock, einmal 6 Schock, zweimal 5 Schock (die Höfe). Die Anzahl der Höfe blieb auch im Jahr 1555 konstant, als von zwölf Hufnern und zwei Gärtnern berichtet wurde. Im Jahr 1575 war bei einer erneuten Generalkirchenvisitation im Kurkreis die Anzahl der Kossäten auf vier angewachsen – bei nach wie vor zwölf Hufnern. Der Pfarrer erhielt im genannten Jahr zwölf Scheffel Korn sowie von jedem Hufner ein Scheffel. Der Küster erhielt 6 1⁄2 Scheffel Korn und von jedem Hufner 1⁄2 Scheffel sowie von einem Hufner einen ganzen Scheffel. Weitere Nachweise über den Ort finden sich in der Einnahme an Gelde des Hauses Baruth Michaelis aus den Jahren 1593/1594. Demnach gab es nach wie vor 14 Veranlagte. Der Schulze gab 1 fl 9 gr, der Lehnmann 19 gr, zehn Bewohner 10 gr 6 Pfennig (d); allerdings lag ein Hof wüst. Zwei Kossäten zahlten 10 gr 6 g.

### 17. und 18. Jahrhundert
Vor dem Dreißigjährigen Krieg war der Ort im Jahr 1617 auf stattliche 13 Hufnerhöfe angewachsen. Sie wurden im Krieg offenbar vollständig zerstört. Der Pfarrer erhielt zuvor 13 Scheffel Korn sowie von jedem Hufner eine Scheffel. Das Steuer Register des gräflich Solmsischen Ampts Baruth 1672 zeigt auf, dass elf Höfe wüst lagen und lediglich einer besetzt war – allerdings auch von einer Person, die neu in den Ort gekommen war („ist neu angenommen“). Die vier Kossätenhöfe lagen ebenfalls wüst. In den folgenden Jahrzehnten erholte sich der Ort und nach und nach wurden die Stellen wieder besetzt. Die Matrikel des Kurkreises von 1718 wies für Lynow sechs Hufner sowie vier Kossäten oder Gärtner aus. Sie brachten auf 11 1⁄8 Hufen je 33 Scheffel 6 Metzen Aussaat aus. Zwei Jahre später wies eine Statistik den Schulzen und den Lehnmann im Dorf aus. Sie besaßen je 1 1⁄2 Hufen zu 12 Scheffel Aussaat und 5 Fuder Heu. Ein Bewohner besaß 1 1⁄2 Hufen zu 9 Scheffel Aussaat und 4 Fuder Heu. Fünf Bewohner hatten je 1 1⁄2 Hufen zu 9 Scheffel Aussaat und 3 Fuder Heu. Vier weitere Bewohner hatten je 1 1⁄2 Hufen zu 9 Scheffel Aussaat und 2 Fuder Heu. Ein Bewohner besaß Haus und Garten mit 1⁄2 Scheffel Aussaat, ein Feld zu 1⁄4 Scheffel Aussaat und 1 Fuder Heu. Ein anderer Bewohner besaß ein Haus mit Garten mit 1 Scheffel Aussaat, ein Feld zu 3 Scheffel Aussaat und 1 Fuder Heu. Der Häusler brachte es auf 1 Fuder Heu, während ein weiteres Gut nach wie vor wüst lag. Die Geographischen und statistischen Unterlagen zu Zürners Atlas Augusteus aus dem Jahr 1722 beschrieb 16 Feuerstätten, d. h. Haushalte – außerdem einen „gräflichen Schützen“. Im Jahr 1754 war Lynow mittlerweile 19 Hufen groß. Von diesen waren zehn Jahren später 9 1⁄2 als „reguliert“, d. h. von den Abgaben ermäßigt ausgewiesen. Im Jahr 1777 lebten im Dorf ausweislich der Specification der Häuser und angesessenen Einwohner im Amt Schlieben von 1777 insgesamt 19 Einwohner in zwölf Hufnerhöfen, einem Kossätenhof und sechs Häuslern. Erstmals wurde ein Katechetenhaus erwähnt.

### 19. Jahrhundert
Im Jahr 1800 wurde in Lynow mittlerweile 22 Feuerstellen betrieben. Erstmals erschienen auch zwei Pechhütten. Aus tabellarischen Übersichten der in den ehemals sächsischen Ortschaften vorhandenen Gewerbetreibenden ließ sich entnehmen, dass sich im Jahr 1815 in Lynow einige Gewerke angesiedelt hatten: Es gab einen Schneider, einen Schmied, einen Schneidemüller und einen Stellmacher. Eine weitere Statistik aus dem Jahr 1824 beschrieb zwölf Bauernhöfe, zwei Kossäten und zwölf Häusler, darunter ein Schul- und ein Hirtenhaus. Es gab ein gemeinschaftlich genutztes Pferdehirtenhaus, ein ebenso gemeinschaftlich genutztes Kuhhirtenhaus und ein herrschaftliches Schneidemüllergebäude sowie einen mittlerweile als „alte“ Pechhütte bezeichneten Betrieb, der als Wohnplatz Alte Pechhütte geführt wurde. 1815 gelangte der Ort im Zuge des Wiener Kongresses in den Einflussbereich des Königreichs Sachsen. Lynow entwickelte sich weiter und bestand im Jahr 1837 aus 27 Wohnhäusern in der Gemeinde mit den Wohnplätzen Försterei, Pechhütte und Schneidemühle. Drei Jahre später wurden zwei Schneider, ein Schmied mit einem Gehilfen und ein Stellmacher erwähnt. Weiter Angaben existieren aus dem Jahr 1858, demzufolge in Lynow zwei öffentliche, 27 Wohn- und 79 Wirtschaftsgebäude bestanden. Die Gemarkung war 5277 Morgen (Mg) groß und umfasste 21 Mg Gehöfte, 120 Mg Gartenland, 473 Mg Acker, 300 Mg Wiese, 448 Mg Weide und 3915 Mg Wald. Es gab zwei Abbauten, darunter das Forsthaus der Baruther Forst. Es wurde im Jahr 1860 als alleiniger Wohnplatz Forsthaus der Baruther Forst geführt und 1891 lediglich noch als Forsthaus bezeichnet. In dieser Zeit war im Jahr 1861 erstmals die Schreibweise Linow (Lynow) in einer Ortschaftsstatistik erschienen.

### 20. und 21. Jahrhundert

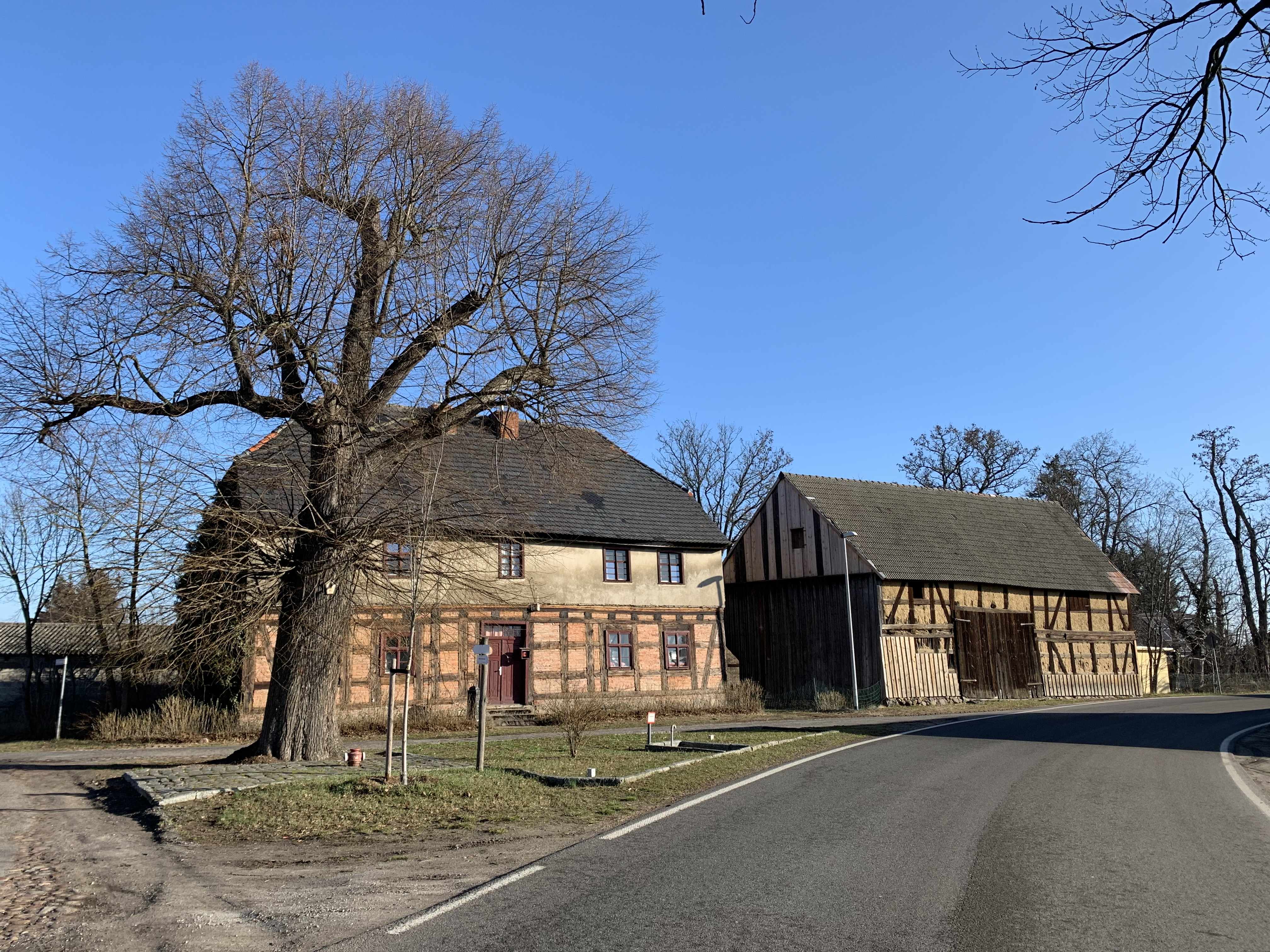
Denkmalgeschütztes Gehöft

Aus dem Viehstands- und Obstbaumlexikon ist bekannt, dass im Jahr 1900 im Dorf 46 Häuser standen. Die Gemarkung war 857,8 Hektar groß und wurde von acht Bauern bewirtschaftet. Diese hatten 80 Hektar, 54,5 Hektar, dreimal 54 Hektar, 46,5 Hektar, 44 Hektar und 37 Hektar Fläche. Es gab einen Bauern mit 90 Hektar Land, der auch als Gastwirt arbeitete, einen Förster sowie sechs Häusler. Ein weiterer Häusler war gleichzeitig auch der Schmied. Einem Halbbauern standen 25 Hektar Land zur Verfügung. In Lynow gab es weiterhin einen Lehrer und einen Mühlenbesitzer. Im Jahr 1919 wurde die Gemarkung vergrößert, in dem 24,4 Hektar aus dem Gutsbezirke Baruth Schloß eingemeindet wurden, so dass die Gemarkung im Jahr 1931 insgesamt 882,2 Hektar groß war und mit 51 Wohnhäusern aus 62 Haushaltungen bebaut war. In diesem Jahr erschien auch erstmals der Wohnplatz Horstmühle. Im Jahr 1939 gab es im Dorf zehn land- und forstwirtschaftliche Betriebe, die zwischen 20 und 100 Hektar groß waren, zwölf Betriebe zwischen 10 und 20 Hektar, 13 Betriebe zwischen 5 und 10 Hektar sowie elf Betriebe zwischen 0,5 und 5 Hektar.
Nach dem Zweiten Weltkrieg wurden 971,6 Hektar enteignet: 13,5 Hektar Acker, 94,1 Hektar Wiese und Weide, 849,6 Hektar Wald, 0,2 Hektar Hofräume, 0,7 Hektar Gewässer sowie 12,5 Hektar Wege und Ödland. Von diesen erhielt ein landloser Bauer und Landarbeiter 5,4 Hektar. Insgesamt 173,2 Hektar gingen an 29  landarme Bauern, 1,4 Hektar an zwei Umsiedler, 1,1 Hektar an acht nichtlandwirtschaftliche Arbeiter und Angestellte, 768,8 Hektar an das Land Brandenburg, 19,7 Hektar an die Gemeinde und 1,8 Hektar an die Vereinigung der gegenseitigen Bauernhilfe (VdgB). Nach einer Strukturreform bestand das Dorf im Jahr 1950 aus der Gemeinde mit den Wohnplätzen Platz an der Baruther Chaussee und Schneidmühle sowie im Jahr 1957 aus der Gemeinde mit den Wohnplätzen Schneidemühle (im Kreis Zossen) und Siedlung. Zwei Jahre später gründete sich eine LPG vom Typ I mit zunächst sechs Mitgliedern. Sie wuchs auf 52 Mitglieder und 345 Hektar landwirtschaftlicher Nutzfläche im Jahr 1960 an. Zur Zeit der DDR befand sich auf der Gemarkung der verbunkerte Fernmeldeknoten der 118. Nachrichtenbrigade (⊙) der GSSD (ab 1989 Westgruppe der Truppen – WGT). Die LPG ging im Jahr 1967 in eine LPG Typ III über und wurde 1976 an die LPG Typ III Stülpe angeschlossen. Im Jahr 1983 bestand sie als LPG Stülpe Betriebsteil Lynow neben der Revierförsterei Lynow fort.
Am 6. Dezember 1993 wurde Lynow in die neue Gemeinde Nuthe-Urstromtal eingegliedert. Im Jahr 1994 brannte im Ort eine Gaststätte ab, die als Ruine fortbestand und im Jahr 2020 abgerissen wurde.

## Bevölkerungsentwicklung
| Jahr      | 1817 | 1837 | 1858 | 1871 | 1885 | 1895 | 1905 | 1925 | 1939 | 1946 | 1964 | 1971 | 1981 |
| Einwohner | 181  | 201  | 292  | 351  | 316  | 303  | 260  | 235  | 282  | 395  | 258  | 260  | 220  |

## Kultur und Sehenswürdigkeiten

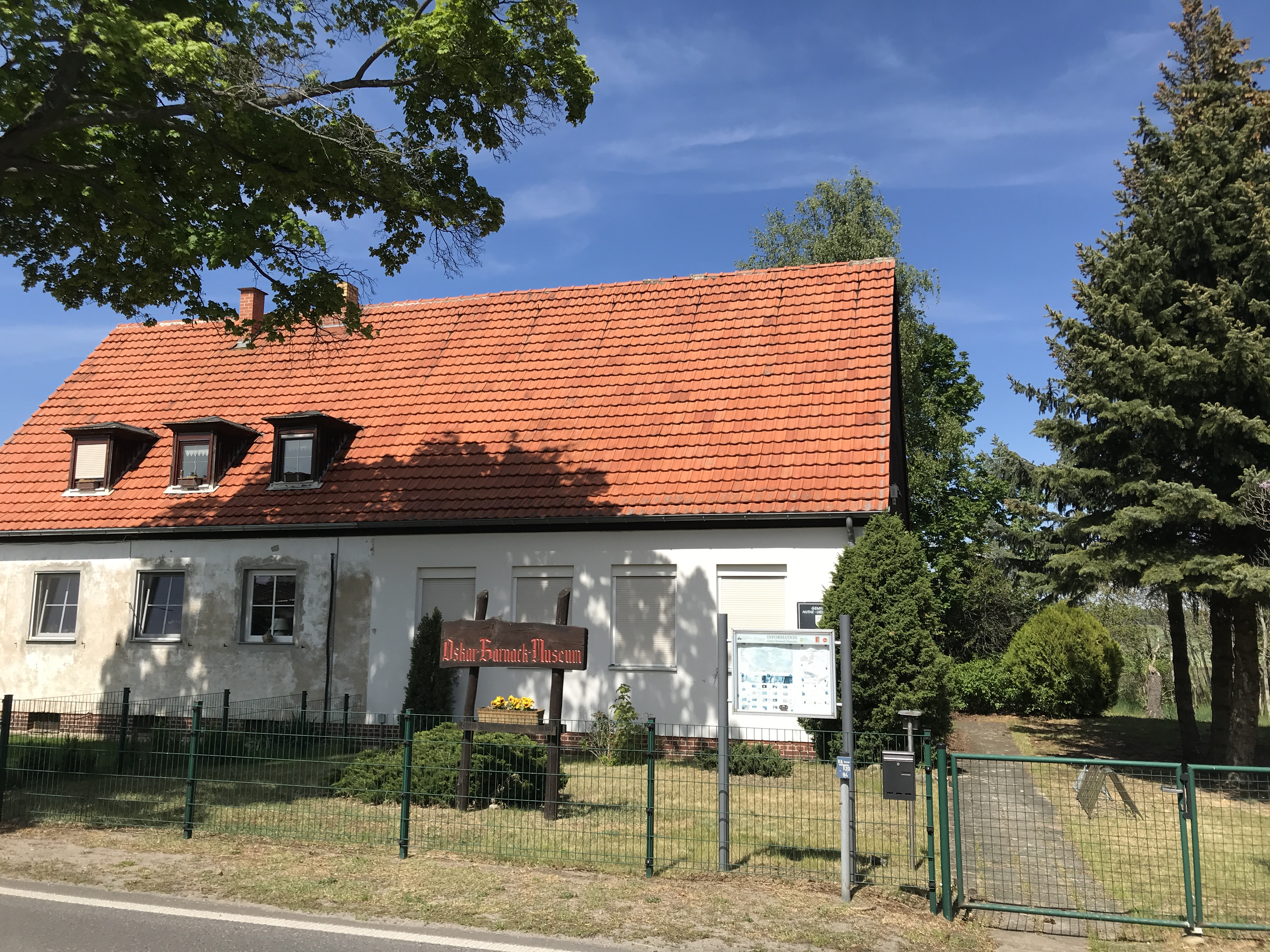
Oskar-Barnack-Museum

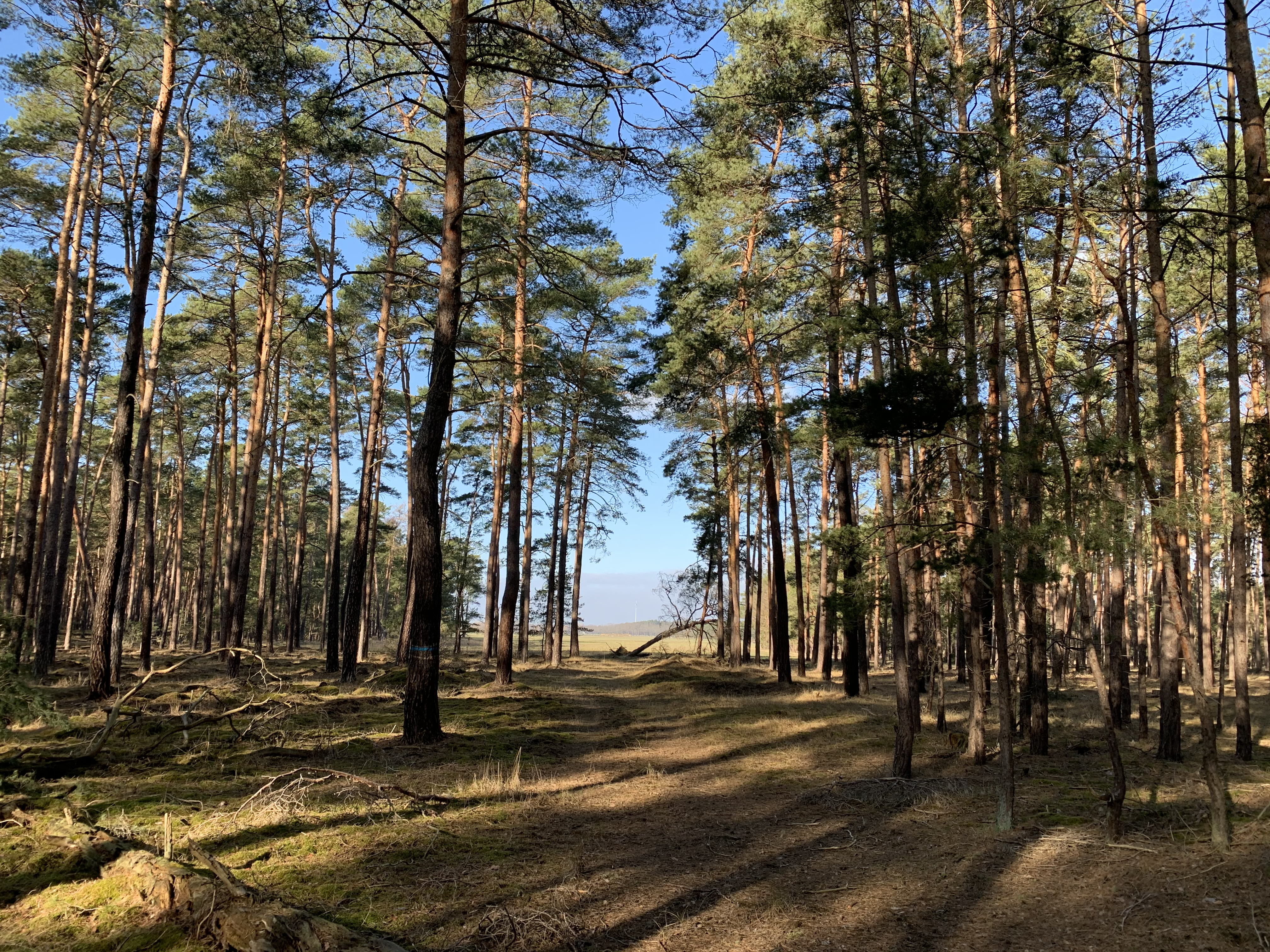
Stülper Schlossweg bei Lynow

- Im Ort befindet sich das Oskar-Barnack-Museum zu Ehren des in Lynow geborenen Erfinders der Kleinbildkamera. Dort werden unter dem Titel Fotoferien mit Oskar jährlich Veranstaltungen angeboten, um Kinder und Jugendliche an die Fotografie heranzuführen.[5]
- Ein Denkmal in der Ortsmitte erinnert an die Opfer aus dem Ersten und Zweiten Weltkrieg.
- Das Gehöft in der Oskar-Barnack-Straße Nr. 1 steht unter Denkmalschutz.
- Die Lynower Sandwürmer veranstalten regelmäßig Turniere im Volleyball.[6]
- Durch den Ort führt der Stülper Schloßweg, ein rund 14 km langer Wanderweg des FlämingWalks.

## Wirtschaft und Infrastruktur
Neben einigen Kleingewerbetreibenden sind ein Ingenieurbüro, ein DJ und ein Landwirtschaftsbetrieb im Ort aktiv. Ein weiteres Unternehmen betreibt eine Freilandanlage für Solarenergie mit einer Spitzenleistung von 1.562 kWp.
Durch den Ort führt in West-Ost-Richtung die Landstraße 73, die als Baruther Landstraße und weiterführend als Oskar-Barnack-Straße eine Verbindung zu Stülpe und Schöbendorf herstellt. In südlicher Richtung verläuft die Merzdorfer Straße in den namensgebenden Ortsteil, während nach Norden hin die Straße Zur Horstmühle in ein ehemaliges Restaurant in einem alten Mühlengebäude führt. Die Verkehrsgesellschaft Teltow-Fläming bedient den Ort mit der Linie 719 von Klasdorf in Baruth/Mark nach Luckenwalde.

## Persönlichkeiten
- Oskar Barnack (1879–1936), geboren in Lynow, Erfinder der 35-mm-Kleinbildkamera